# ウィリアム・バークレー
ウィリアム・バークレー（WIlliam Barclay、1907年12月5日 - 1978年1月24日）は、スコットランドの新約学者、牧師。自らを、自由主義福音派と呼んで、ルドルフ・カール・ブルトマンを福音的な説教家と見なした。セカンド・チャンスを主張した。

## 生涯
- グラスゴー大学とマールブルク大学で学ぶ。
- 1933年 クライドサイドで牧師に就任する。
- 1947年 グラスゴー大学で新約学を教え始める。
- 1964年 グラスゴー大学の教授になる。

## 著書
- 『新約聖書註解シリーズ』全17巻、松村あき子他訳、1967-1970年
- 『イエスの生涯』I・II、大島良雄訳、1966年